# La Mort du Président
Ne doit pas être confondu avec La Mort du président ou Mort d'un président.
Pour plus de détails, voir Fiche technique et Distribution.
La Mort du Président (Śmierć prezydenta) est un film polonais réalisé par Jerzy Kawalerowicz, sorti en 1977.

## Fiche technique
- Titre original : Śmierć prezydenta
- Titre français : La Mort du Président
- Réalisation : Jerzy Kawalerowicz
- Scénario : Jerzy Kawalerowicz et Boleslaw Michalek
- Costumes : Alicja Waltos et Bogdan Wisniewski
- Photographie : Jerzy Łukaszewicz et Witold Sobocinski
- Montage : Wieslawa Otocka
- Musique : Adam Walacinski
- Pays d'origine : Pologne
- Format : Couleurs - 35 mm - 1,66:1 - Mono
- Genre : drame, historique
- Durée : 144 minutes
- Date de sortie :
  - Pologne : 10 octobre 1977

## Distribution
- Zdzisław Mrożewski : Gabriel Narutowicz
- Marek Walczewski : Eligiusz Niewiadomski
- Henryk Bista : le prêtre Nowakowski
- Czesław Byszewski : le premier ministre Julian Nowak
- Jerzy Duszynski : Józef Pilsudski
- Edmund Fetting : le général Józef Haller